# Wael Bellakhal
Wael Bellakhal, né le 25 mars 1985, est un footballeur tunisien. Il évolue au poste de milieu de terrain.

## Clubs
- 2008-2014 : Étoile sportive du Sahel (Tunisie)
  - 2008-2009 : Jendouba Sports (Tunisie), prêt
  - 2009-2010 : Espérance sportive de Zarzis (Tunisie), prêt
- 2014-2015 : Union sportive monastirienne (Tunisie)
- 2015 : Stade tunisien (Tunisie)
- 2015-2016 : Avenir sportif de Gabès (Tunisie)
- 2016 : That Ras SC (en) (Jordanie)
- 2016-2018 : Espoir sportif de Hammam Sousse (Tunisie)